# 正觉寺塔
正觉寺塔，位于中国四川省成都市彭州市和德阳市什邡市交界处的红岩镇红塔村，为彭州北宋佛塔群中的一座。1980年7月7日列為四川省重新確定公布的第一批省級文物保護單位。2006年5月25日公佈為第六批全國重點文物保護單位。彭州佛塔包括正觉寺塔与云居院塔、镇国寺白塔等三座佛塔。
正觉寺塔以正觉寺而得名。正觉寺坐北朝南，塔位于寺院南方。正觉寺塔建于北宋天圣年间（1023年），为方形十三级密檐式砖塔。塔高27.54米，砖砌须弥座塔基，边长10.4米，内有三层塔室，置穹窿顶藻井。
正觉寺塔曾在清末咸丰、同治年间遭遇火烧，又经历地震等自然灾害以及人为拆取砖块等破坏，砖砌结构松动、拱顶毁坏，南侧形成一个大窟窿，塔身沿另一边也出现了3~5厘米宽裂缝；塔基西南须弥座下被拆进塔身1.15米，存在倒塌的危险。2008年汶川大地震后该塔进行修复，目前修复工作已经完成，并经四川省文物局验收合格。